# Piper spruceanum
Piper spruceanum är en pepparväxtart som beskrevs av C. Dc.. Piper spruceanum ingår i släktet Piper och familjen pepparväxter. Inga underarter finns listade i Catalogue of Life.